# Wallace Langham
James Wallace Langham II (Fort Worth, 11 marzo 1965) è un attore statunitense conosciuto principalmente per il ruolo di David Hodges nella serie televisiva CSI: Scena del crimine.

## Carriera
La carriera di Wallace Langham inizia nel 1985 con la partecipazione al film di John Hughes La donna esplosiva, in cui usa lo pseudonimo Wally Ward. L'anno seguente, sempre con lo stesso pseudonimo, recita nel film Soul Man, nel ruolo del giovane bigotto Barky Brewer, e nel film TV Combat High, nel ruolo di Percival "Perry" Barnett.
Dopo aver partecipato in ruoli minori nelle serie televisive Vita col nonno e Ai confini della realtà, nel 1988 partecipa ad altri due film: The Invisible Kid e a The Chocolate War, nel ruolo del capobanda Archie. Nel 1989 ha partecipato in un piccolo ruolo alla commedia Balle spaziali 2 - La vendetta e al film Under the Boardwalk.
Dall'inizio degli anni novanta abbandona lo pseudonimo di Wally Ward ed inizia ad interpretare "ruoli da adulto". Nel 1990 entra a far parte del cast principale della serie televisiva di breve durata della CBS Linea diretta, nel ruolo di Willis Teitlebaum.
Nel 1992 arriva la svolta decisiva della sua carriera: viene inserito nel cast principale della sitcom della HBO The Larry Sanders Show, nel ruolo di Phil. La serie è finita nel 1998 e Wallace ha partecipato a tutte e sei le stagioni.
Tra il 1997 e il 2000 ha recitato nel ruolo di Josh Blair (l'assistente omosessuale di Kirstie Alley) nella serie televisiva della NBC L'atelier di Veronica.
Il 2003 è un anno molto importante per l'attore, entra infatti a far parte del cast della serie televisiva di successo CSI: Scena del crimine, nel ruolo dell'assistente di laboratorio David Hodges. Dall'ottava stagione entra a far parte del cast principale della serie, ed il suo nome viene inserito nei titoli di testa. Sempre nel 2003 recita nel film L'asilo dei papà, accanto ad Eddie Murphy.
Tra le sue numerose apparizioni in serie televisive, oltre a quelle già citate, vanno ricordate quelle in: 21 Jump Street, Murphy Brown, La signora in giallo, NewsRadio, E.R. - Medici in prima linea, Grace Under Fire, Star Trek: Voyager, Oltre i limiti, Sex and the City, Medium, Curb Your Enthusiasm, Detective Monk e Matlock.
Wallace Langham ha avuto anche qualche esperienza come doppiatore. Tra il 1999 e il 2002 ha prestato la sua voce a Andy French nella serie animata Mission Hill. Nel 2000 ha doppiato due personaggi differenti in due episodi di Buzz Lightyear da Comando Stellare, nel 2006 Clayface nella serie animata The Batman e nel 2008 Ocean Master in Batman: The Brave and the Bold.

## Filmografia parziale

### Attore

#### Cinema
- La donna esplosiva (Weird Science), regia di John Hughes (1985)
- Thunder Run, regia di Gary Hudson (1986)
- Soul Man, regia di Steve Miner (1986)
- The Invisible Kid, regia di Avery Crounse (1988)
- The Chocolate War, regia di Keith Gordon (1988)
- Under the Boardwalk, regia di Fritz Kiersch (1989)
- Balle spaziali 2 - La vendetta (Martians Go Home), regia di David Odell (1989)
- Vital Signs: un anno, una vita (Vital Signs), regia di Marisa Silver (1990)
- God's Lonely Man, regia di Francis von Zerneck (1996)
- Michael, regia di Nora Ephron (1996)
- On Edge, regia di Karl Slovin (2001)
- L'asilo dei papà (Daddy Day Care), regia di Steve Carr (2003)
- Hot Night in the City, regia di Allen P. Haines (2004)
- Little Miss Sunshine, regia di Jonathan Dayton e Valerie Faris (2006)
- I Want Someone to Eat Cheese With, regia di Jeff Garlin (2006)
- The Great Buck Howard, regia di Sean McGinly (2008)
- Growing Op, regia di Michael Melski (2008)
- The Social Network, regia di David Fincher (2010)
- The Bannen Way, regia di Jesse Warren (2010)
- Hitchcock, regia di Sacha Gervasi (2012)
- Ruby Sparks, regia di Jonathan Dayton e Valerie Faris (2012)
- Rain from Stars, regia di Stephen Wallis (2013)
- Transcendence, regia di Wally Pfister (2014)
- Taken 3 - L'ora della verità (Taken 3), regia di Olivier Megaton (2014)
- Draft Day, regia di Ivan Reitman (2014)
- LBJ, regia di Rob Reiner (2016)
- La battaglia dei sessi (Battle of the Sexes), regia di Jonathan Dayton e Valerie Faris (2017)
- Darkest Minds (The Darkest Minds), regia di Jennifer Yuh Nelson (2018)
- The Alto Knights - I due volti del crimine (The Alto Knights), regia di Barry Levinson (2025)

#### Televisione
- CBS Schoolbreak Special – serie TV, 1 episodio (1985)
- Children of the Nigh – film TV (1985)
- Fast Times – serie TV, 1 episodio (1986)
- Combat High – film TV (1986)
- Vita col nonno (Our House) – serie TV, 2 episodi (1987)
- Ai confini della realtà (The Twilight Zone) – serie TV, 1 episodio (1987)
- ABC Afterschool Specials – serie TV, 1 episodio (1987)
- A Deadly Silence – film TV (1989)
- Matlock – serie TV, 1 episodio (1989)
- 21 Jump Street – serie TV, 1 episodio (1990)
- Murphy Brown – serie TV, 1 episodio (1990)
- Linea diretta (WIOU) – serie TV, 14 episodi (1990-1991)
- Una famiglia come le altre (Life Goes On) – serie TV, 1 episodio (1992)
- The Larry Sanders Show – serie TV, 76 episodi (1992-1998)
- La signora in giallo (Murder, She Wrote) – serie TV, episodio 9x18 (1993)
- Dave's World – serie TV, 1 episodio (1994)
- NewsRadio – serie TV, 2 episodi (1995-1996)
- E.R. - Medici in prima linea (ER) – serie TV, 1 episodio (1996)
- Grace Under Fire – serie TV, 1 episodio (1997)
- F/X - The Illusion – serie TV, 1 episodio (1997)
- L'atelier di Veronica (Veronica's Closet) – serie TV, 64 episodi (1997-2000)
- Star Trek: Voyager – serie TV, episodio 5x05 (1998)
- Happily Ever After: Fairy Tales for Every Child – serie TV, 1 episodio (2000)
- Daydream Believers: The Monkees' Story – film TV (2000)
- Oltre i limiti (The Outer Limits) – serie TV, 1 episodio (2000)
- What About Joan – serie TV, 1 episodio (2001)
- Sister Mary Explains It All, regia di Marshall Brickman – film TV (2001)
- Inside Schwartz – serie TV, 1 episodio (2001)
- The Twilight Zone – serie TV, 1 episodio (2002)
- Rubbing Charlie – film TV (2003)
- Behind the Camera: The Unauthorized Story of 'Three's Company' – film TV (2003)
- Sex and the City – serie TV, episodio 6x01 (2003)
- Las Vegas – serie TV, 1 episodio (2003)
- Miss Match – serie TV, 1 episodio (2003)
- Good Morning, Miami – serie TV, 1 episodio (2003)
- CSI - Scena del crimine (CSI) – serie TV, 225 episodi (2003-2015) - David Hodges
- Charlie's Angels story - Fatti e misfatti – film TV (2004)
- West Wing - Tutti gli uomini del Presidente (The West Wing) – serie TV, 1 episodio (2004)
- Medium – serie TV, 2 episodi (2005)
- Curb Your Enthusiasm – serie TV, 1 episodio (2005)
- Detective Monk (Monk) – serie TV, episodio 8x11 (2009)
- Easy to Assemble – serie TV, 4 episodi (2009-2010)
- 9ine – serie TV (2011)
- CSI: Immortality, regia di Louis Milito – film TV (2015) - David Hodges
- Castle – serie TV, episodio 7x23 (2015)
- Law & Order - Unità vittime speciali (Law & Order: Special Victims Unit) – serie TV, episodio 18x03 (2016)
- Criminal Minds – serie TV, episodio 13x04 (2017)
- My Dinner with Hervé, regia di Sacha Gervasi – film TV (2018)
- Young Sheldon – serie TV, episodio 2x05 (2018)
- Heathers – serie TV, 6 episodi (2018)
- 9-1-1 – serie TV, episodio 3x08 (2019)
- CSI: Vegas – serie TV (2021-in corso) - David Hodges
- 1923 – serie TV, episodio 1x08 (2023)
- Perry Mason – serie TV, 6 episodi (2023)

### Doppiatore
- Life with Louie: A Christmas Surprise for Mrs. Stillman – serie TV, 1 episodio (1994)
- Mission Hill – serie TV, 13 episodi (1999-2002)
- Buzz Lightyear da Comando Stellare – serie TV, 1 episodio (2000)
- The Batman – serie TV, 1 episodio (2006)
- Batman: The Brave and the Bold – serie TV, 1 episodio (2008)
- Ben 10 - Forza aliena – serie TV, 1 episodio (2008)
- Glenn Martin DDS – serie TV, 1 episodio (2009)

## Doppiatori italiani
Nelle versioni in italiano delle opere in cui ha recitato, Wallace Langham è stato doppiato da:
- Roberto Chevalier in CSI - Scena del crimine, CSI - Immortality, Law & Order - Unità vittime speciali, Grey's Anatomy
- Raffaele Palmieri in Perry Mason, 1923
- Stefano Benassi in Detective Monk
- Antonio Sanna in The Social Network
- Edoardo Nordio in Castle
- Simone D'Andrea in Darkest Minds
- Francesco Prando in My Dinner with Hervé
- Teo Bellia in Criminal Minds
- Enrico Pallini ne La battaglia dei sessi
- Gaetano Lizzio in Young Sheldon
- Stefano Oppedisano in 9-1-1
- Enzo Avolio in CSI: Vegas